# Iveco ATC 81
L'ensemble qui compose l'IVECO ATC 81 comprend un tracteur Iveco 6623.G.30023-320PTM et un semi-remorque Bartoletti TCS 50.B.O. destiné au transport en tout terrain et sur route d'un char d'assaut ou autre matériel de 50 tonnes.

## Histoire
En 1977, l'Armée de terre italienne lance un appel d'offres pour la fourniture d'un ensemble routier capable de transporter un char de 45/50 tonnes sur route comme en tout terrain, avec un passage à gué de 1,20 m sans préparation et une autonomie non inférieure à 400 km.
Le constructeur italien Iveco en association avec la société Bartoletti, entreprise très réputée pour ses semi-remorques pour transports exceptionnels, remporte le marché. Les premiers véhicules sont immatriculés en 1981 d'où, selon la coutume de l'armée italienne, l'ensemble est baptisé ATC 81 où :
- AT : Autoarticolato = camion semi-remorque
- C : Cingolati = char sur chenilles
- 81 = année d'immatriculation du premier véhicule.

Le code usine de ce véhicule est Fiat 6623.G.30023 ; son appellation commerciale est Fiat 320 PTM 45 6x6.

## Le tracteur Fiat 6623.G
Lors de sa sortie en 1981, le groupement Iveco venait à peine d'être créé 5 ans plus tôt et les différentes marques qui le composaient avaient maintenu leur logo en principal et ajoutaient un petit "I" au centre de la calandre pour justifier de leur appartenance à IVECO. C'était donc le cas pour ce véhicule.
La structure de la cabine n'a pas subi de variation pendant toute sa période de fabrication si ce n'est quelques améliorations de dotation intérieure.
Le châssis est composé de 2 longerons de forte dimension en double T et d'un châssis auxiliaire en C. Le moteur est le puissant Fiat 8282.22.003, un V8 à 90° avec turbo compresseur, de 17 litres de cylindrée. Avec un taux de compression ramené à 15,5:1 sa puissance est de 450 ch DIN, à 2 400 tr/min. Son couple atteint 183 kgm (1 795 N m) à seulement 1 200 tr/min et reste constant jusqu'à 2 000 tr/min. Le moteur peut être mis en route de l'extérieur. Il dispose d'un convertisseur hydraulique comprenant un convertisseur de couple et 2 embrayages, pour la boîte de vitesses à commande soit manuelle soit automatique.
La cabine basculante est entièrement en acier et partiellement démontable. Elle offre 4 places : le chauffeur, le commandant de bord plus 2 passagers. Elle comporte un ancrage sur le toit pour y installer une mitrailleuse anti-aérienne avec sa trappe d'accès. Le tableau de bord respecte les normes OTAN.
L'Iveco ATC 81 a été remplacé par la gamme Iveco ACTL à partir de l'année 2000.

## Le semi remorque Bartoletti TCS 50 BO
Le châssis de ce semi-remorque est constitué de 2 longerons en double T. Les suspensions des 4 essieux sont mixtes. La largeur est de 3.15 mètres pour une longueur de 12,42 m. La garde au sol est de 25 cm. La charge utile transportable est de 50 tonnes. L'équipement pneumatiques comprend 21 jantes 14.00-R20, dont 3 de secours.